# Совтер (Верхние Пиренеи)
Совте́р (фр. Sauveterre, окс. Sauvatèrra) — коммуна во Франции, находится в регионе Юг — Пиренеи. Департамент — Верхние Пиренеи. Входит в состав кантона Мобургет. Округ коммуны — Тарб.
Код INSEE коммуны — 65412.

## География

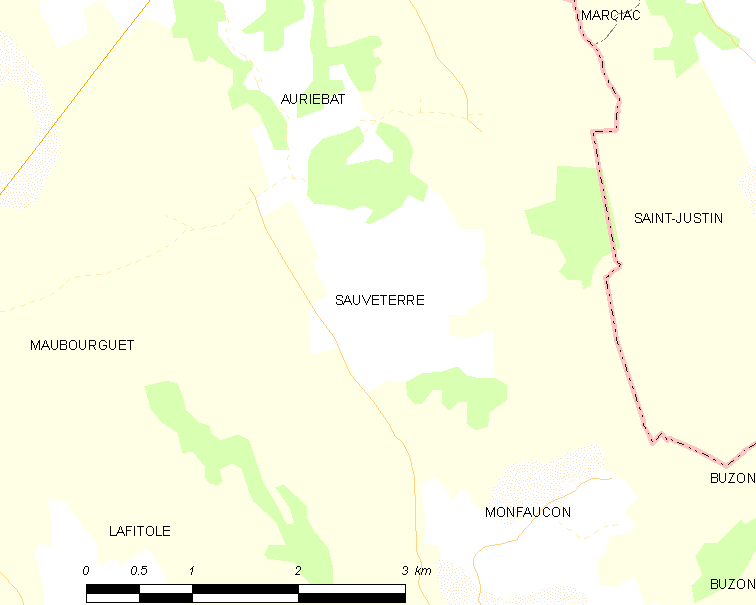
Карта коммуны

Коммуна расположена приблизительно в 630 км к югу от Парижа, в 110 км западнее Тулузы, в 28 км к северу от Тарба.

## Климат
Климат умеренно-океанический с солнечной тёплой погодой и обильными осадками на протяжении практически всего года.

## Население
Население коммуны на 2010 год составляло 170 человек.
| 1962 | 1968 | 1975 | 1982 | 1990 | 1999 | 2010 |
| ---- | ---- | ---- | ---- | ---- | ---- | ---- |
| 223  | 208  | 185  | 187  | 161  | 151  | 170  |

## Администрация
| Период | Период | Фамилия        | Партия | Примечания |
| ------ | ------ | -------------- | ------ | ---------- |
| 2001   | 2020   | Кристиан Берди |        |            |

## Экономика
В 2010 году среди 108 человек трудоспособного возраста (15-64 лет) 76 были экономически активными, 32 — неактивными (показатель активности — 70,4 %, в 1999 году было 67,7 %). Из 76 активных жителей работали 73 человека (38 мужчин и 35 женщин), безработных было 3 (1 мужчина и 2 женщины). Среди 32 неактивных 6 человек были учениками или студентами, 19 — пенсионерами, 7 были неактивными по другим причинам.